# Гштайгвилер
Гштайгвилер (нем. Gsteigwiler) — коммуна в Швейцарии, в кантоне Берн. 
Входит в состав округа Интерлакен. Население составляет 406 человек (на 31 декабря 2006 года). Официальный код — 0577.